# Órbita (álbum)
Órbita  es primer disco solista de la cantante peruana Pierina Less. Todas las canciones del disco son composiciones propias de la vocalista, de género pop rock y electrónico. Para la grabación de este disco se contó con reconocidas figuras de rock peruano como Miki González, Alec Marambio (Zen) entre otros.

## Lista de canciones
1. Dame
2. Cada vez
3. Basta
4. Deseos perversos
5. Nadie nos ve
6. Amigo fiel
7. Todo de ti
8. Órbita
9. Furia nocturna
10. El invento

Bonus Tracks: 
1. Cada vez (Acústico)
2. Dame (Remix)

- Datos: Q6174670